# Delta (gmina)
Delta (gr. Δήμος Δέλτα, Dimos Delta) – gmina w Grecji, w administracji zdecentralizowanej Macedonia-Tracja, w regionie Macedonia Środkowa, w jednostce regionalnej Saloniki. W 2011 roku liczyła 45 839 mieszkańców. Powstała 1 stycznia 2011 roku w wyniku połączenia dotychczasowych gmin: Echedoro, Aksios i Chalastra. Siedzibą gminy jest Sindos.